# Phaonia gilgitensis
Phaonia gilgitensis är en tvåvingeart som beskrevs av Shinonaga 2007. Phaonia gilgitensis ingår i släktet Phaonia och familjen husflugor.
Artens utbredningsområde är Pakistan. Inga underarter finns listade i Catalogue of Life.